# 1881 en mathématiques
Cet article présente les faits marquants de l'année 1881 en mathématiques.

## Évènements
- 1er août : le mathématicien allemand  Walther von Dyck donne dans une lettre à son professeur Felix Klein sa définition d'un groupe abstrait[1] ; Arthur Cayley a donné les siennes en 1854 et 1878[2].
- Découverte près de Peshawar du manuscrit de Bakhshali, un recueil de textes de mathématiques indiennes daté du IXe siècle, constitué de 70 feuilles d'écorce de bouleau qui utilise le système décimal en marquant le zéro par un point[3].
- L'astronome et mathématicien américain Simon Newcomb formule la Loi de Benford dans un article publié dans l’American Journal of Mathematics intitulé Note on the frequency of use of the different digits in natural numbers [4].

## Naissances
- 17 janvier : Antoni Łomnicki (mort en 1941), mathématicien polonais.
- 2 février : Gustav Herglotz (mort en 1953), mathématicien allemand.
- 27 février : Luitzen Egbertus Jan Brouwer (mort en 1966), mathématicien néerlandais.
- 7 mai : Ebenezer Cunningham (mort en 1977), mathématicien et physicien théorique britannique.
- 11 juin : Hilda Phoebe Hudson (morte en 1965), mathématicienne britannique.
- 1er août : Otto Toeplitz (mort en 1940), mathématicien allemand.
- 21 août : 
  - Archibald Read Richardson (mort en 1954), mathématicien britannique.
  - Samuel Beatty (mort en 1970), mathématicien canadien.
- 13 septembre : Matila Ghyka (mort en 1965), poète, romancier, ingénieur électrique, mathématicien, historien, militaire, avocat et diplomate roumain.

## Décès
- 2 février : Paolo Gorini (né en 1813), mathématicien et scientifique italien.
- 21 octobre : Eduard Heine (né en 1821), mathématicien allemand.